# Moleneind-Groenewoud
Moleneind-Groenewoud is een woonbuurt in de Nederlandse plaats Uden (gemeente Maashorst, provincie Noord-Brabant), ontstaan uit de voormalige buurtschappen Moleneind en Groenewoud. De buurt is gelegen aan de autosnelweg A50, met daartussen een nieuw ruim groen landschapspark, en grenst met de klok mee aan de buurten Bogerd-Vijfhuis, Centrum, Zoggel en Eikenheuvel.

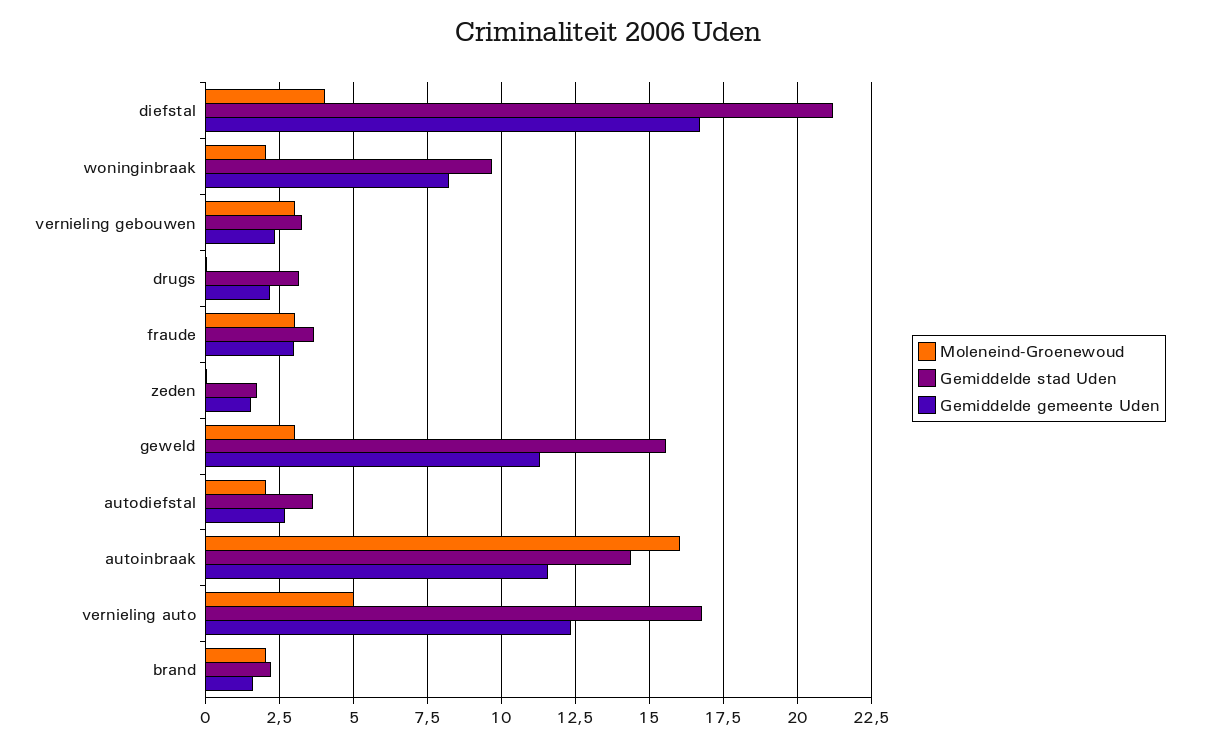
Criminaliteitstatistiek

| Kerngegevens Moleneind-Groenewoud | Kerngegevens Moleneind-Groenewoud |
| --------------------------------- | --------------------------------- |
| Inwoners:                         | 1390                              |
| Jonger dan 15:                    | 250 (17%)                         |
| Ouder dan 65:                     | 236 (17%)                         |
| Mannen:                           | 650                               |
| Vrouwen:                          | 740                               |
| Geboorten:                        | 13                                |
| Huishoudens:                      | 560                               |
| Eenpersoonshuishoudens:           | 129 (23%)                         |
| Beroepsbevolking:                 | 904                               |
| Werklozen:                        | 61 (6,75%)                        |
| Woningen:                         | 648                               |
| Waarvan huurwoningen:             | 138 (21,3%)                       |

Wijken: Uden-Centrum · Uden-Oost · Uden-West · Uden-Zuid

Buurten: Bitswijk · Bogerd-Vijfhuis · Centrum · Eikenheuvel · Flatwijk · Hoenderbos-Velmolen · Hoeven · Hoevenseveld · Melle · Moleneind-Groenewoud · Raam · Schutveld · Sportpark Volkelseweg · Zoggel

Bedrijventerreinen: Goorkens · Hoogveld · Loopkant-Liessent · Vluchtoord      Militair terrein: Vliegbasis Volkel